# Аэропорт Катиклан имени Годофредо Рамоса
Аэропорт имени Годофредо П. Рамоса (таг. Paliparang Godofredo P. Ramos) (ИАТА: MPH, ИКАО: RPVE), также известен как аэропорт Катиклан и в последнее время как аэропорт острова Боракай — филиппинский аэропорт, обслуживающий большую часть муниципалитета Малай (англ., расположен в провинции Аклан. Один из двух воздушных ворот на остров Боракай.
Аэропорт является седьмым по загруженности аэропортом в Филиппинах и третий по загруженности в регионе Западные Висайи, обслужив 761 961 пассажиров в 2008 году.
8 ноября 2002 года аэропорт был назван в честь покойного Годофредо П. Рамоса, бывшего члена Конгресса и уроженца Малая. Однако, название аэропорта Катиклан происходит от его местоположения в районе Катиклан в муниципалитете Малай.

## Будущее развитие
В администрации национальной экономики и развития утвердили расширение аэропорта, которое будет осуществляться частной компанией под названием «Корпорация развития международного аэропорта Катиклан». Расширение аэропорта стоимостью 2,5 млрд песо предусматривается в два этапа: на первом этапе строительство нового пассажирского терминала стоимостью примерно в 2,1 млрд песо и расширение существующей взлётно-посадочной полосы в 2100 метров, а также обновление оборудования аэропорта и существующего перрона, стоимостью в 360 млн песо.
Востребовано как строительство-эксплуатация-передача проекта и финансирование за счёт 70-30 смеси банковского кредита и частного сектора капитала, около 25 процентов выделенных средств будет использоваться, чтобы очистить горы рядом с аэропортом близость, а еще 18 процентов будет выделено на рекультивацию земель для размещения расширенной взлетно-посадочной полосы
Терминал аэропорта был реконструирован в 2011 году и был открыт 25 июля 2011 года президентом Бениньо Акино III, ведущим инаугурации.
Обновление позволит аэропорту обслуживать не только реактивные самолеты, но и международные авиарейсы. Несмотря на более ранние оценки окончания работ 2011 году и позднее, в период между 2012 и 2014, отсутствие видимого прогресса по состоянию на февраль 2013.
На 1 января 2014 года, сообщалось, что Сан-Мигель-корпорации заявил он завершит расширение взлетно-посадочной полосы аэропорт Боракай до конца года. Взлетно-посадочная полоса будет увеличена с 950 метров до 2100 метров.

## Авиакомпании и направления
По состоянию на ноябрь 2016 года в аэропорту работают и выполняют рейсы следующие авиакомпании:

## Авиакатастрофы и происшествия
- 19 июля 2005, Интерайленд Эйрлайнс самолета РП-C2803, прибывающего самолета Яковлев 40А приземлился короткая взлетно-посадочной полосы 06. Шины лопаются как он обрушился на поднятые губы взлетно-посадочной полосы. При удалении самолета от взлетной полосы шасси разрушилось, наносят значительный ущерб самолету. Самолет был оккупирован 3 экипажа и 20 пассажиров. Там никто не погиб.[7]
- 2 ноября 2006 года самолёт Як-40 авиакомпании Interisland Airlines приземлился в аэропорт забрать группу туристов. На посадку на ВПП 06, левая основная шестерня лопнула шина. Самолет начал отклоняться влево, в сторону перрона были ЦТС-7 только начали двигателей. Экипаж избежал столкновения с самолетом dhc-7. После прохождения фартук, Як-40 дрейфовал боком входя в траве на левой стороне взлетно-посадочной полосы. Потому что от боковых сил, право главная шестерня развалилась. Самолет опустился на ВПП. Через три часа самолет был отбуксирован со взлетно-посадочной полосы в траву. По прибытии воздушного судна не было пассажиров. Там никто не погиб.[8]
- 11 января 2009 года самолёт Xian MA60 рейса № 866 авиакомпании AirAsia Zest с 22 пассажирами и 3 членами экипажа на борту во время приземления выкатился за полосу и врезался в бетонное ограждение. Три человека получили ранения[9][10][11].
- 25 июня 2009 года самолёт Xian MA60 рейса № 863 авиакомпании AirAsia Zest с 54 пассажирами и 5 членами экипажа на борту во время приземления проскочил взлётно-посадочную полосу. Пострадавших нет[12].